# Jobzonen
Jobzonen.dk er Danmarks første online jobportal. Jobzonen.dk blev lanceret d. 4. oktober 1998 og er i dag en af Danmarks største online jobportaler

## Historie
Initiativtageren var det, der dengang hed Berlingske Online og som senere kom til at hedde Metropol Online (ejet af det Berlingske Officin, JydskeVestkysten og Århus Stiftstidende). Jobzonen.dk var, sammen med BilZonen, BoligZonen og Gul&Gratis, Metropol Onlines satsning på online annoncemarkedspladser. I 2001 indgik Metropol Online og Jyllands-Posten et økonomisk samarbejde (joint venture). I 2019 blev Jobzonen.dk relanceret af Jobsearch.dk

## Nye ejere og ny strategi
1. juli 2013 overtager JP/POLITIKENS HUS ejerskabet af Jobzonen.dk og køber majoritetsejeren Berlingske Media og TV 2 ud. Som et led i en ny retning for ejeskabet, får Jobzonen.dk i december 2013 ny identitet, logo og hjemmeside. Jobzonen.dk går fra at være et udviklingshus, med interne udviklere, til at være et kommercielt hus, hvor udviklingen af platformen er outsourcet. Job.zonen.dk´s slogan er herefter, og i dag, ”Smag på fremtiden”, og det karakteristiske friske blå æble, Jobzonen.dk´s logo, bliver også lanceret i forbindelse med den nye identitet.
I 2014 lancerer Jobzonen.dk en job app til smartphones og tablet

## Samarbejdspartnere i mediebranchen
Jobzonen.dk samarbejder i dag med en række af landets største nyhedsmedier, herunder Jyllands-Posten, Politiken, Ekstra Bladet, Metroxpress og Kristeligt Dagblad, samt mange lokale medier, både med online- og printannoncering.

## Jobzonen.dk i dag
I dag har Jobzonen.dk hovedsæde på Rådhuspladsen i JP/Politikens Hus. Her sidder størstedelen af medarbejderne, men Jobzonen.dk har også en afdeling i Jylland, i Viby, Århus, hvor Jyllands-Postens hovedsæde også ligger. I januar 2013 tiltræder Henriette Rhod Lassen som administrerende direktør. Jobzonen.dk beskæftiger, i 2015, 25 medarbejdere.